# Brygada Kuussaari
Brygada „Kuussaari” (fi. Prikaati „Kuussaari”) – ochotnicza jednostka wojskowa armii fińskiej w początkowym okresie wojny kontynuacyjnej 1941–1944
23 czerwca 1941 marszałek Carl Gustaf Mannerheim wydał rozkaz o sformowaniu jednostki wojskowej, w skład której mieli wejść mieszkańcy fińskiej i sowieckiej części Ingrii i Karelii. Maksymalnie jednostka mogła liczyć cztery bataliony ochotników. Zadanie jej utworzenia zostało powierzone ppłk. Eero Kuussaariemu. Jego pomocnikiem był ppłk Ragnar Nordström. W związku z tym początkowo jednostka otrzymała nazwę Zgrupowanie „K”. Jednostka była formowana w sekrecie od pocz. lipca w obozie w Kajaani. Skierowano do niej też pewną liczbę fińskich oficerów i podoficerów. Faktycznie zgrupowanie osiągnęło wielkość trzech batalionów piechoty. W jego skład weszły m.in. Batalion „Aunus” i Batalion „Viena”. Na pocz. sierpnia zgrupowanie trafiło na linię frontu w rejonie wsi Rugoziero w Karelii, gdzie toczyło ciężkie walki. Na pocz. listopada brygada została rozwiązana. Bataliony „Aunus” i „Viena” stały się samodzielnymi oddziałami, które skierowano do zwalczania sowieckich partyzantów.